# Damora pandora
Damora pandora is een vlinder uit de familie van de Nymphalidae. De wetenschappelijke naam van de soort is voor het eerst geldig gepubliceerd in 1775 door Michael Denis & Schiffermüller.